# 香苹婆

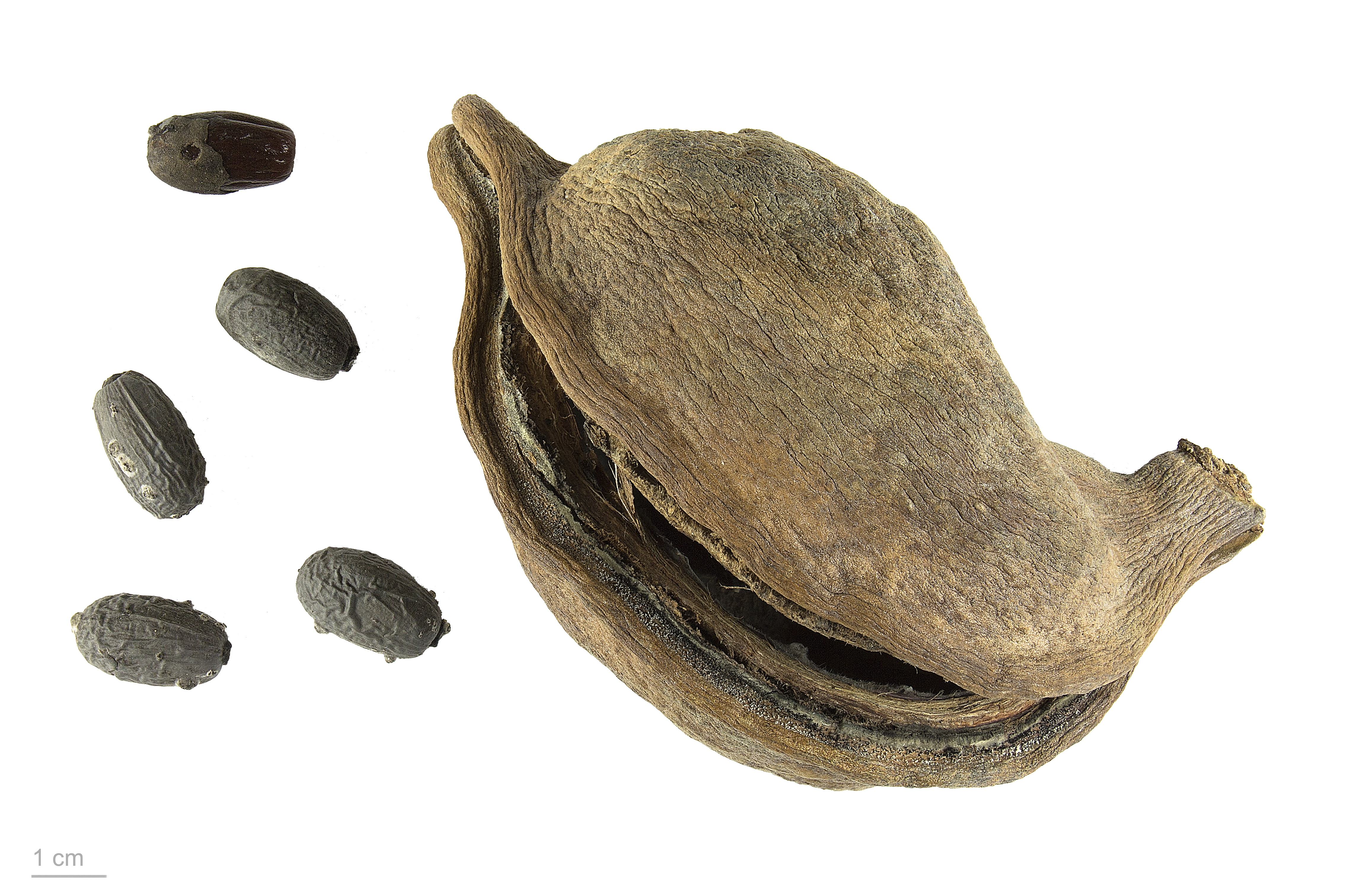
果实与种子

香苹婆（学名：Sterculia foetida）别名掌葉蘋婆，为梧桐科苹婆属的植物。學名中的屬名 Sterculia 在拉丁語是糞便的意思，而種名 foetida 意思是臭的，意指香苹婆是會發出臭味的樹，特別是開花時飄散腐臭味，其花被暱稱為“豬屎花”。
香苹婆分布于非洲、缅甸、越南、澳大利亚、柬埔寨、泰国、斯里兰卡、印度以及中国大陆的广州、广西、海南等地。已引進台灣作為行道樹，但因3-4月盛花期間花朵所散發的惡臭，使與香苹婆為鄰的居民難以忍受，紛紛要求移植或砍除。

## 文献
- 昆明植物研究所. . 《中国高等植物数据库全库》. 中国科学院微生物研究所.   [2009-02-25]. （原始内容存档于2016-03-05）. （页面存档备份，存于）
- (PDF). 林業研究季刊31（2）：97-106, 2009.   [2012-05-10]. （原始内容 (PDF)存档于2011-07-08）. （页面存档备份，存于）